# Kalandula-Fälle

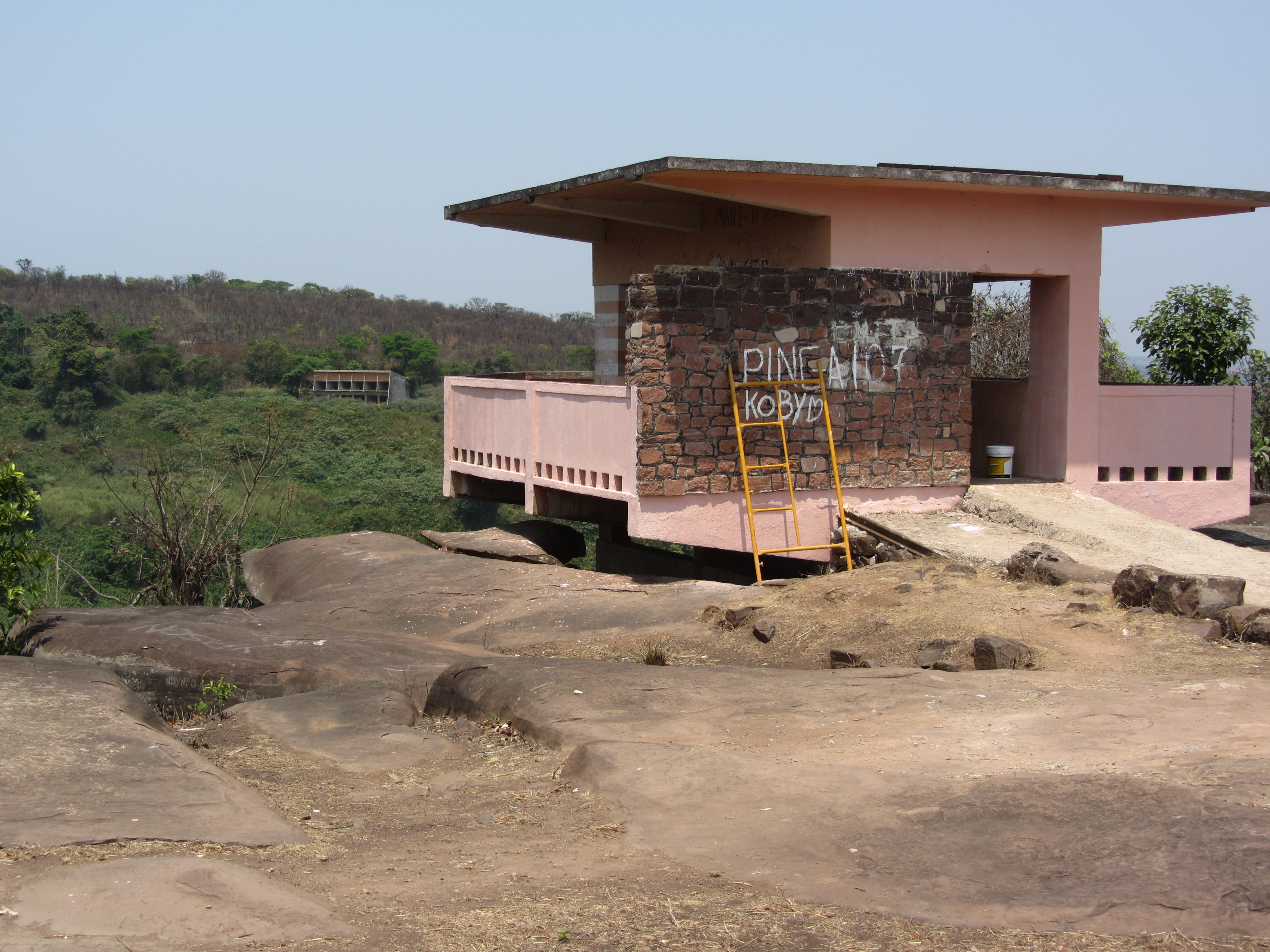
Ein Miradouro-Häuschen an den Kalandula-Fällen

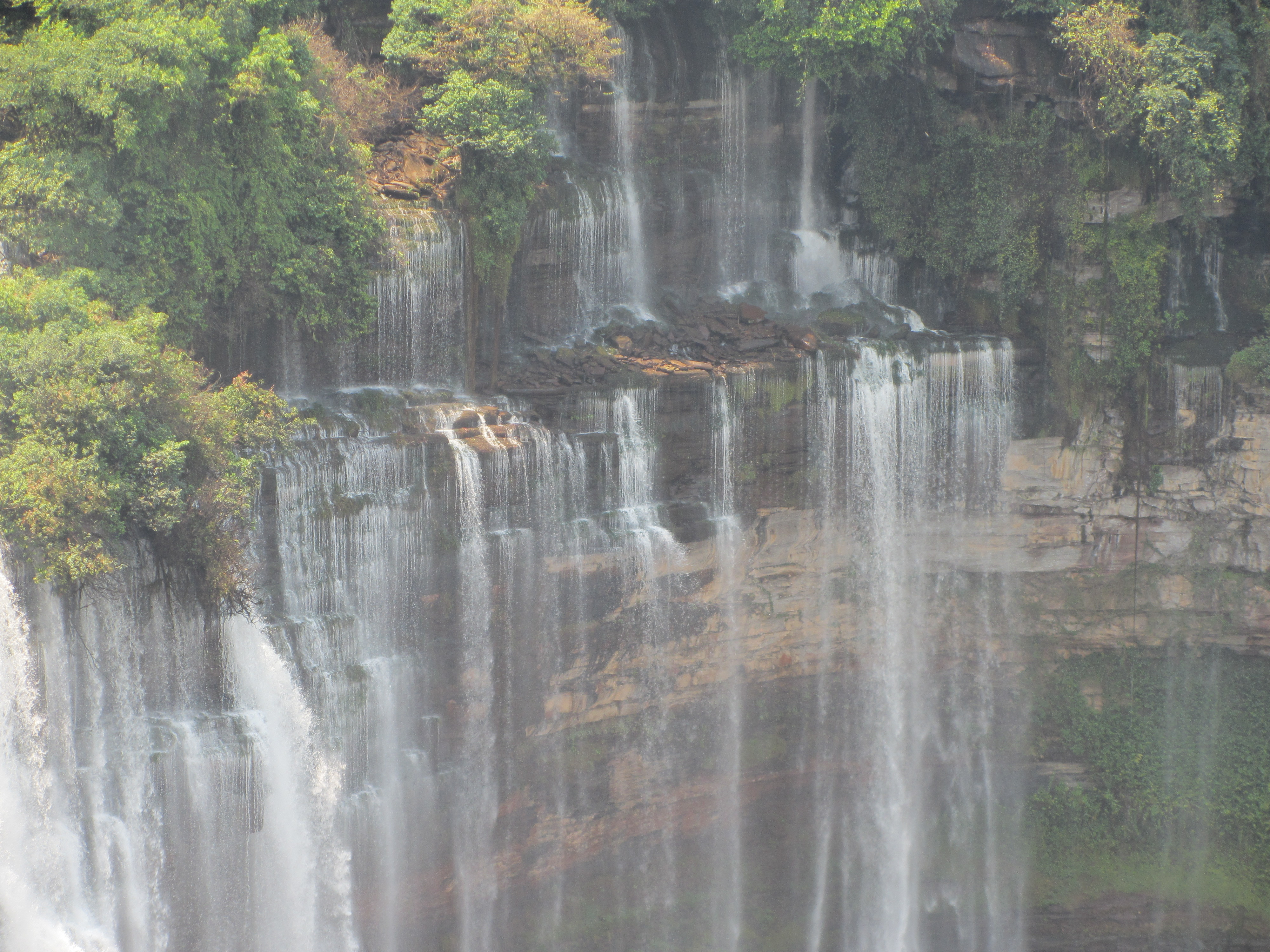
Teilansicht der Kalandula-Fälle

Die Kalandula-Fälle befinden sich im Verlauf des Lucala, einem Zufluss des Cuanza, in der Provinz Malanje, in Angola. Der namensgebende Ort Calandula liegt in der Nähe. Die Höhe der Fälle beträgt 105 m.

## Geschichte
Die Fälle wurden von den portugiesischen Siedlern nach ihrer nahen Ortschaft Duque de Bragança (heute Calandula) benannt, nach dem portugiesischen König D. Pedro V. aus dem Haus Sachsen-Coburg und Gotha, der Herzog von Braganza war. Den heutigen Namen erhielten die Fälle nach der Unabhängigkeit Angolas 1975.
1940 wurde nach einem Entwurf des österreichischen Architekten Franz Schacherl eine Pousada geplant, die erst später nach Plänen eines portugiesischen Architekten errichtet wurde. Bis 1974 war das Gasthaus in Betrieb, wurde jedoch nach der Unabhängigkeit 1975 und dem Beginn des angolanischen Bürgerkriegs (1975–2002) aufgegeben. 2009 erwarb ein Investor das Gebäude, renovierte es und betreibt wieder ein Hotel.

## Bedeutung
Die Kalandula-Fälle zählen zu den bekanntesten Naturschauspielen des Landes, gleichwohl sie bisher noch keine große Bekanntheit außerhalb Angolas erlangten. Sie gehören zu den höchsten Wasserfällen Afrikas. Neben den Ruacanafällen sind es die höchsten Wasserfälle Angolas.